# Boomloze gordijnzwam
De boomloze gordijnzwam (Cortinarius pratensis) is een schimmel behorend tot de familie Cortinariaceae. Hij komt voor in grasland en duinen, op zand en humusarme grond. Kenmerkend zijn oranje plaatjes en lange sporen (> 9,5 µm).

## Kenmerken

### Uiterlijke kenmerken
Hoed
De hoed heeft een diameter van 2-6 mm. De vorm is aanvankelijk gewelfd, later uitgespreid en heeft een lage umbo. Het oppervlak is aangedrukt vezelig. De kleur is oranjebruin met lichtere rand
Lamellen
De lamellen staan vrij dicht bij elkaar en de kleur is oranje.
Steel
De steel heeft een lengte van 30-80 mm en een dikte van 3-9 mm. De kleur is geel en naar de steelvoet toe meer bruin, met verspreid staande vezels.
Sporenprint
De sporenprint is roestbruin.

### Microscopische kenmerken
De sporen meten 7,0-10 × 4,5-6,0 µm (gemiddeld langer dan 9,5). De sporen kleuren niet in KOH.

## Verspreiding
De boomloze gordijnzwam is bekend uit Europa. In Nederland komt hij matig algemeen voor.